# 129-я пехотная дивизия (вермахт)
129-я пехотная дивизия (нем. 129. Infanterie-Division) — тактическое соединение сухопутных войск вооружённых сил нацистской Германии периода Второй мировой войны..
Сформирована 1 октября 1940 года.

## Боевой путь дивизии
В 1941 году — в составе 9-й армии (в группе армий «Центр»)
Границу СССР дивизия перешла в июне 1941 года в районе Граево.
Затем действовала в направлении Гродно, Вильно, Лепель. Смоленск, Витебск, Великие Луки, Калинин. В 1942 году действовала в районе Погорелое Городище.
Бои в Белоруссии, затем бои в районе Смоленска, Вязьмы и Калинина.
В период военных действий дивизия потеряла убитыми до 3800 человек. Части пополнялись за счёт расформированной 162-й пехотной дивизии. К лету 1942 года имела около 1500 штыков, 12 75-мм орудий, 24  105-мм орудия, 22 орудия ПТО, 90 миномётов, 60 станковых пулемётов, 150 ручных пулемётов, 160 автоматов.
27 марта 1942 года юго-восточнее Оленино сдалась в плен полностью 9-я рота 427-го пехотного полка во главе с командиром роты.
В июле 1943 года была переброшена под Брянск. Из за ухудшения обстановки в районе севернее Карачева, а именно прорыва советских войск у большака Карачев-Хвастовичи в районе моста через речку Лютая, дивизия вступает в бой с марша. Первые попытки отбросить советские войска от шоссе в сторону поселка Московский заканчиваются неудачей. Командиром 129 пехотной дивизии А. Прауном принимаются срочные меры для усиления группировки немецких сил. В результате этих действий через нескольких дней боев с 29 июля по 1 августа 1943 года, немцам удается отбросить советские войска, а также захватить поселок Московский, таким образом большак Карачев-Хвастовичи остается в их руках. Части дивизии удерживали большак в районе Желтоводья и начали отход на линию "Хаген" в районе Журинич 12 августа 1943 года.

### Боевой состав дивизии
- 427-й пехотный полк
- 428-й пехотный полк
- 430-й пехотный полк
- 129-й артиллерийский полк
  - противотанковый артиллерийский дивизион
  - сапёрный батальон
  - батальон связи

## Вооружение
Были вооружены французским трофейным оружием.

## Командиры
Командир дивизии: генерал-майор, затем генерал-лейтенант Ш. Риттау (Примечание: 1.10.1940 — погиб 22.8.1942 при артобстреле сов. артиллерией в Мартыново). 
Генерал Альберт Праун - командовал 129-й пехотной дивизией с 22 августа 1942 года по 25 сентября 1943 года.